# Hohenbuehelia cyphelliformis

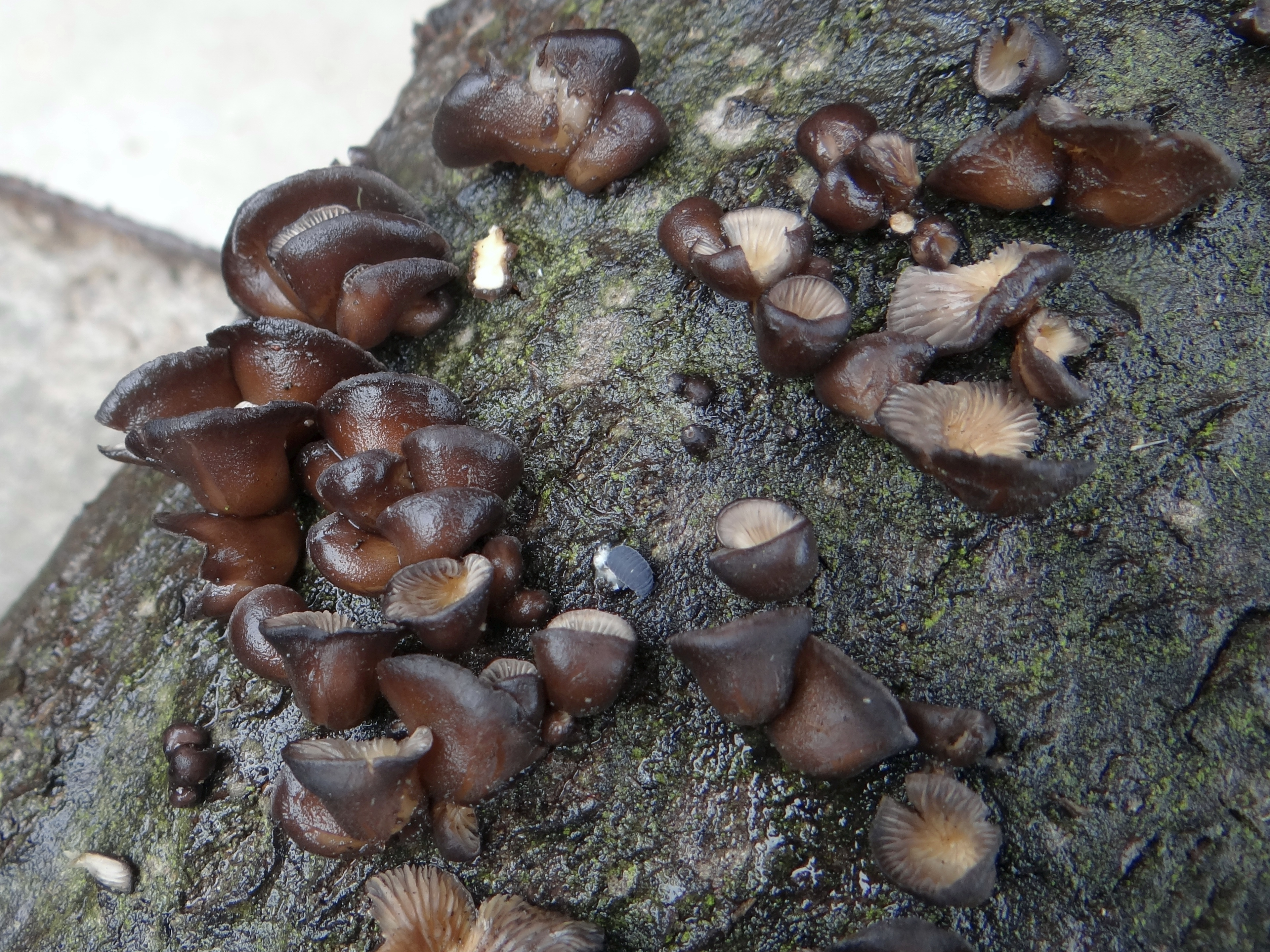

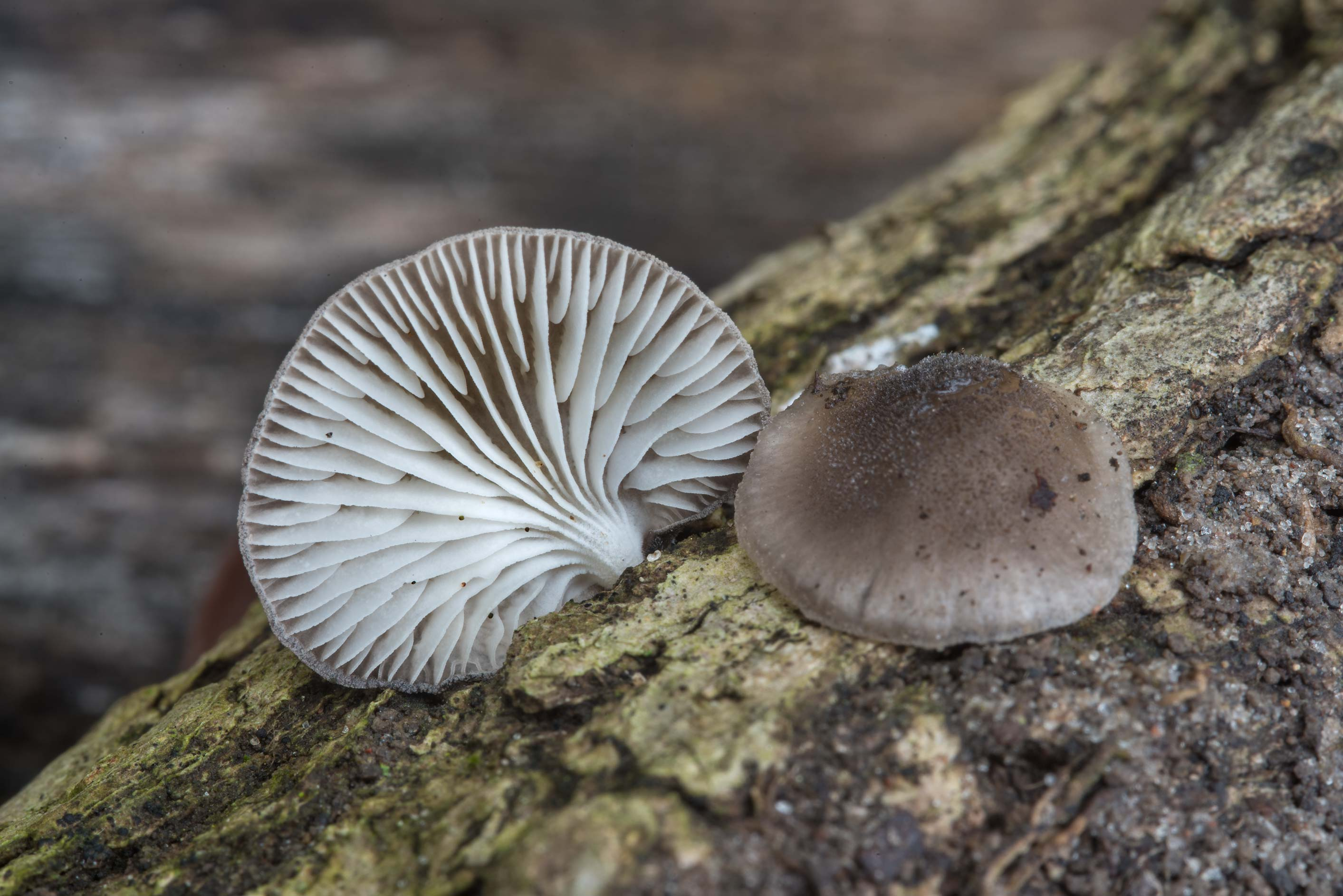

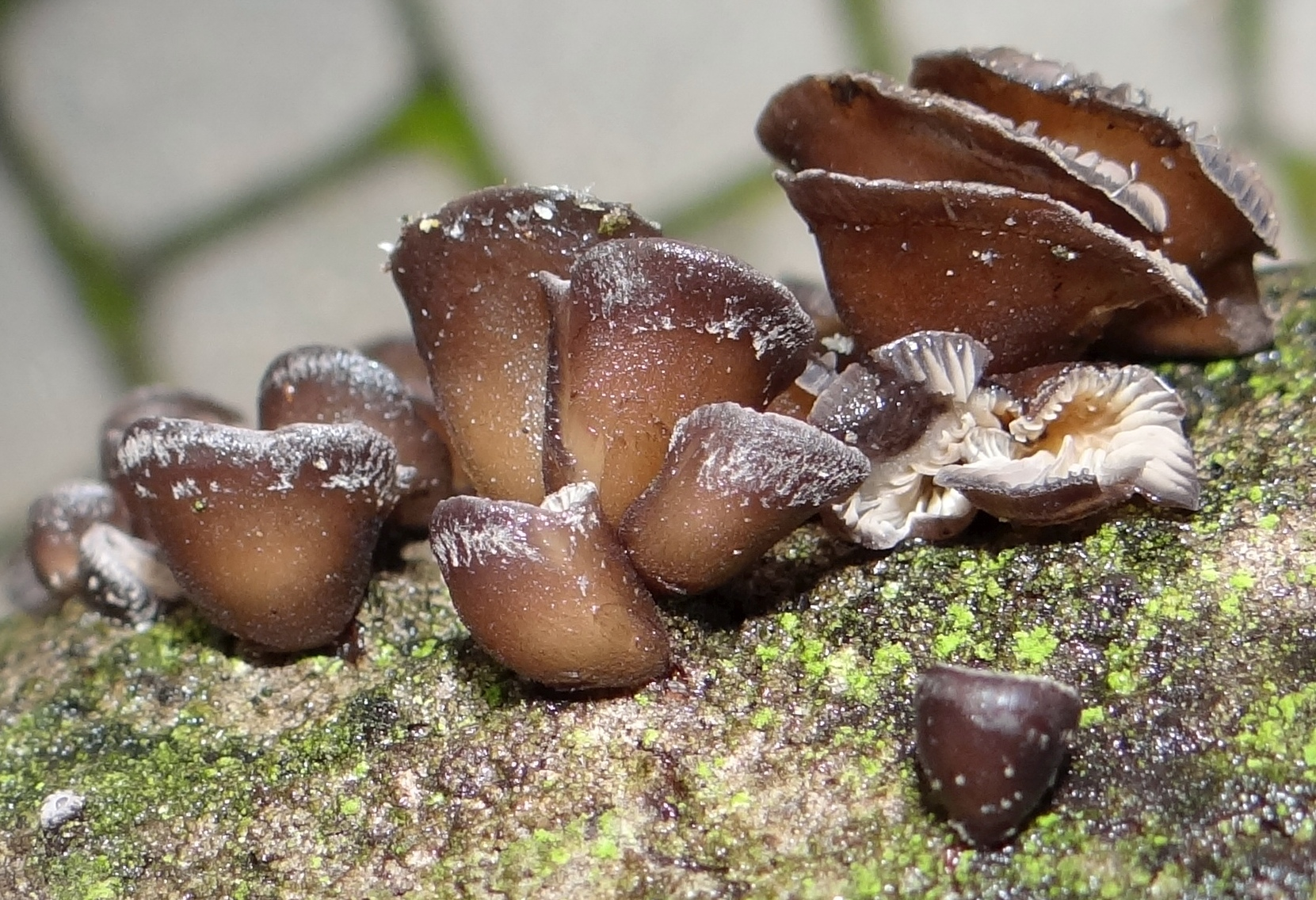

Hohenbuehelia cyphelliformis (Berk.) O.K. Mill. – gatunek grzybów z rodziny boczniakowatych (Pleurotaceae).

## Systematyka i nazewnictwo
Pozycja w klasyfikacji według Index Fungorum: Hohenbuehelia, Pleurotaceae, Agaricales, Agaricomycetidae, Agaricomycetes, Agaricomycotina, Basidiomycota, Fungi.
Po raz pierwszy takson ten opisał w 1837 r. Miles Joseph Berkeley, nadając mu nazwę Agaricus cyphelliformis. Obecną nazwę nadał mu w 1986 r. Orson Knapp Miller, przenosząc go do rodzaju Hohenbuehelia. Ma kilkanaście synonimów. Niektóre z nich:
- Geopetalum cyphelliforme (Berk.) Kühner & Romagn. 1953
- Hohenbuehelia spodoleuca (Berk. & Broome) Zmitr. & Spirin 2006
- Plicatura spodoleuca (Berk. & Broome) Singer 1943
- Resupinatus cyphelliformis (Berk.) Singer 1951

W internetowym atlasie jest polską nazwa odgiętka leśna, ale jest ona błędna.

## Morfologia
Kapelusz
Cyfelloidalny, siedzący, bez trzonu. Na pionowej powierzchni przyrasta bokiem, gdy rośnie na dolnej powierzchni gałęzi, przyrasta środkiem górnej powierzchni kapelusza. Średnica 2–13 mm, wysokość 1–5 mm, kształt początkowo dzwonkowaty z podwiniętym brzegiem, później bardziej rozchylony z lekko pofalowanym brzegiem, u starszych okazów całkowicie płaski. Powierzchnia u młodych okazów jest całkowicie owłosiona, u starych naga i lekko lśniąca, z grubą galaretowatą warstwą. Nie jest higrofaniczny – tylko stare okazy są bardzo słabo prążkowane. Barwa czarnobrązowa, czasami brązowa.
Blaszki
Bardzo rzadkie, z 1–3 rzędami międzyblaszek, u młodych okazów nie w pełni rozwinięte, często prymitywne, podobne do żyłek, u starszych wybitniejsze,. Kończą się tuż przed środkiem kapelusza, pozostawiając w ten sposób niewielki krążek bez blaszek. Początkowo są bladoszarawe, później wyraźnie białe. Krawędzie tej samej barwy, równe.
Miąższ
Bardzo cienki, galaretowaty, nie da się oddzielić od skórki, bez wyraźnego zapachu i smaku.
Cechy mikroskopowe
Zarodniki 9,2–11 × 3,7–4,3 µm, Q = 2,6, lekko kiełbaskowate do typowo kiełbaskowatych, cienkościenne, gładkie, bezbarwne. Podstawki 22,7–32,2 × 7,3–20,6 µm, 4-sterygmowe, maczugowate, młode z długimi, stare z krótszymi sterygmami, cienkościenne. Cheilocystydy 17–28 × 3,4–20,6 µm, wrzecionowate do butelkowatych, również z główkowatymi wierzchołkami. Ich wierzchołek czasami jest rozwidlony lub z nieregularnymi, przypominającymi palce wypustkami, niektóre wierzchołki z wyraźnie przylegającymi kuleczkami amorficznego oleju. Skórka i trama zbudowane z dość cienkich strzępek o szerokości 2–5 µm, ze sprzążkami, w skórce zakończonych wrzecionowatymi lub cylindrycznymi komórkami. W skórce strzępki są jasnobrązowe, częściowo z brązowymi inkrustowanymi ścianami, pod skórka stopniowo przechodzą w bardzo galaretowatą, szklistą lub bardzo bladożółtą, nieinkrustowaną tramę.

## Występowanie
Hohenbuehelia cyphelliformis występuje w Europie, Ameryce Południowej, Północnej i na Nowej Zelandii. Brak tego gatunku w opracowanym w 2003 r. przez Władysława Wojewodę wykazie wielkoowocnikowych grzybów podstawkowych Polski, ale w późniejszych latach jego stanowiska podaje internetowy atlas grzybów. Znajduje się w nim na liście gatunków zagrożonych i wartych objęcia ochroną.
Występuje na martwych gałęziach drzew i krzewów, zwłaszcza w nadrzecznych olsach, czasami także na martwych, grubych łodygach roślin zielnych.
Grzyb saprotroficzny, a także nicieniobójczy, jego grzybnia ma zdolność do łapania nicieni i odżywiania się ich ciałem.